# Mihály Varga
Mihály Varga (* 26. leden 1965 Karcag) je maďarský ekonom a politik, od roku 1990 (s krátkou pauzou) poslanec maďarského parlamentu za stranu Fidesz. Mezi lety 1994 až 2003 byl a od roku 2005 opět je jedním z místopředsedů Fidesz-MPSZ. V letech 1998 až 2001 byl politickým státním tajemníkem na ministerstvu financí, poté do roku 2002 ministrem financí. V druhé vládě Viktora Orbána působil do 1. června 2012 jako vedoucí úřadu premiéra (kancléřství), později byl ministrem bez portfeje pro styk s mezinárodními finančními organizacemi, od března 2013 je ministrem národního hospodářství.

## Kariéra

### Ekonom
Roku 1989 dokončil studium na fakultě vnitřního obchodu na Ekonomické univerzitě Karla Marxe v Budapešti (dnes Budapesti Corvinus Egyetem). Poté působil jako hospodářský revizor v budapešťském 43. Státního stavebního podniku. Později se stal ekonomickým pracovníkem vodohospodářského úřadu pro východní Maďarsko v Szolnoku. Mezi lety 1995 a 1997 vyučoval na Obchodní a hospodářské vysoké škole tamtéž. Je titulárním vysokoškolským učitelem na Hospodářské vysoké škole v Szolnoku.

### Politická dráha
Od roku 1988 je členem strany Fidesz. Mezi lety 1993 a 1995 byl předsedou stranické organizace pro župu Jász-Nagykun-Szolnok. V letech 1994 až 2003 byl republikovým místopředsedou strany. Je také vedoucím stranického hospodářského kabinetu. Od reformy ve straně je předsedou volebního obvodu Karcag.
V roce 1990 byl poprvé zvolen do maďarského Národního shromáždění. Od roku 1998 je poslancem za individuální volební obvod Karcag. Mezi lety 1995 a 1997 byl předsedou parlamentního výboru pro dluhovou a bankovní konsolidaci. Od roku 2002 je předsedou rozpočtového a finančního výboru. V letech 1995 až 1998 byl a od roku 2002 je opět zástupcem předsedy parlamentní frakce.
Roku 1998 byl jmenován politickým státním tajemníkem ministerstva financí. V roce 2001, poté co byl dosavadní ministr Zsigmond Járai jmenován guvernérem Maďarské národní banky, se Varga ujal postu ministra financí, a plnil tuto funkci do roku 2002. Podílel se na – v historii maďarského hospodářství prvním – dvouletém rozpočtu (2001-2002).
V roce 2005 byl znovu zvolen za místopředsedu strany společně s Ildikó Gáll Pelczné, Zoltánem Pokornim a Pálem Schmittem. Předseda Viktor Orbán jej později pověřil – v rámci stranické hospodářské konzultace – vypracováním hospodářského programu strany.
Na kongresu Fidesz v květnu 2007 byl opět zvolen za místopředsedu strany.

### Občanské aktivity
Od roku 1997 je místopředsedou Společnosti maďarsko-kazašského přátelství. V roce 2000 se stal členem Řádu maltézských rytířů. Od roku 2001 je presbyterem reformované církve v Karcagu. Od roku 2003 je předsedou občanského sdružení Nagykun Polgári Egyesület. Je také členem Maďarského atletického klubu (MAC).

## Rodina
Je ženatý, s manželkou, která pracuje jako chemička, mají dvě dcery a dva syny.